# Бобков, Юрий Николаевич
Юрий Николаевич Бобков (9 февраля 1955, Москва — 2008, Брянка, Луганская область) — советский футболист, игравший на позиции нападающего. Известен выступлениями за клубы «Ростсельмаш», СКА Ростов-на-Дону и «Заря» Ворошиловград.

## Биография
Родился 9 февраля 1955 года в Москве. Футболом начал заниматься в секции «Локомотива» из Люблино, затем продолжил тренировки в «Трудовых Резервах».
Во взрослом футболе дебютировал в 1975 году в составе клуба «Автомобилист» Красноярск, который выступал в классе «В», отыграл за команду три сезона. В 1977 году присоединился к составу ростовского СКА, уже со второго сезона стал игроком основного состава и в 1978 году помог клубу выйти в высшую лигу чемпионата СССР. В сезоне 1979 года отыграл 27 матчей, забил один гол; весной следующего сезона — 6 матчей.
Летом 1980 года перешёл в «Ростсельмаш» (сыграл в 14 матчах второй лиги), много забивал. В начале сезона 1981 года был капитаном «Ростсельмаша». Летом 1981 года перешёл в «Пахтакор» Ташкент, принял участие в 10 матчах высшей лиги, забил один гол.
В 1982 году перебрался в Ворошиловград, где присоединился к составу «Зари», выступавшей в первой лиге, за три сезона сыграл более ста матчей. Повторно вернулся в клуб после паузы в 1987—1988 годах.
После 1985 года чередовал клубы, и за 5 лет до момента завершения карьеры успел сыграть в составе команд «Сокол» Ровеньки, «Спартак» Житомир, «Шахтёр» Горловка, «Химик» Северодонецк и «Югосталь» Енакиево (КФК).
В высшей лиге чемпионата СССР провёл 43 матча забил два гола. В первой лиге чемпионата СССР провёл 187, матчей забил 45 голов. Во второй лиге чемпионата СССР отыграл в 95 матчах, отметился 29 голами. В Кубке СССР провёл 18 матчей и забил 1 гол.
Умер в 2008 году в городе Брянка на Украине.